# ジャ・ルール
ジャ・ルール（Ja Rule、本名: ジェフリー・アトキンス、1976年2月29日 - ）は、アメリカ合衆国のラッパー、ソングライター、俳優。
1999年にデビューし、2000年のアルバム『Rule3:36』は米ビルボード200で1位を獲得した。2002年頃には、メアリー・J. ブライジの楽曲「レイニー・デイズ」にフィーチャリングで参加したこともあり、ヒップホップの大スターとして人気を博していた。

## 人物

### 法的問題
2011年7月、5年間未納税により、 禁固2年4ヶ月の判決が下された。
2017年、起業家のビリー・マクファーレンとともにイベントを希望する顧客とアーティストのブッキングを実現するアプリ「FYRE」の共同創設者となったが、マクファーレンらが「FYRE」の企画第一弾として企画したライブ・フェス「ファイア・フェスティバル」が会場であるバハマ諸島にて事前告知よりはるかに劣る設備・インフラしか用意できず、多数の観客を動員しながら一公演もできずに中止になるという大失敗に終わったことで共に批判を浴びた(その後マクファーレンは、出資者への詐欺容疑で懲役6年の判決を受けた)。

## ディスコグラフィー

### アルバム
| 1999                                      | Venni Vetti Vecci   | - 発売日: 1999年6月1日 - レーベル: Murder Inc., Def Jam - フォーマット: CD, LP, cassette, digital download - 全米売上: 162.2万枚   | 3   | —  | 20 | —  | —  | —  | —  | 176 | - US: プラチナ                                                     |
| 2000                                      | Rule 3:36           | - 発売日: 2000年10月10日 - レーベル: Murder Inc., Def Jam - フォーマット: CD, LP, cassette, digital download - 全米売上: 336.5万枚 | 1   | —  | 8  | 72 | —  | —  | —  | 83  | - US: 3× プラチナ - CAN: プラチナ - UK: シルバー                   |
| 2001                                      | Pain Is Love        | - 発売日: 2001年10月2日 - レーベル: Murder Inc., Def Jam - フォーマット: CD, LP, cassette, digital download - 全米売上: 366.2万枚  | 1   | 6  | 3  | 38 | 24 | 1  | 28 | 3   | - US: 3× プラチナ - CAN: 3× プラチナ - NZ: プラチナ - UK: プラチナ |
| 2002                                      | The Last Temptation | - 発売日: 2002年11月19日 - レーベル: Murder Inc., Def Jam - フォーマット: CD, LP, cassette, digital download - 全米売上: 150万枚   | 4   | 29 | —  | 50 | 30 | 11 | 27 | 14  | - US: プラチナ - AUS: ゴールド - CAN: プラチナ - UK: シルバー      |
| 2003                                      | Blood in My Eye     | - 発売日: 2003年11月4日 - レーベル: Murder Inc., Def Jam - フォーマット: CD, LP, digital download - 全米売上: 46.8万枚             | 7   | —  | —  | 44 | 67 | —  | 50 | 33  |                                                                    |
| 2004                                      | R.U.L.E.            | - 発売日: 2004年11月8日 - レーベル: Murder Inc., Def Jam - フォーマット: CD, LP, digital download - 全米売上: 66万枚               | 6   | 79 | —  | 98 | —  | —  | 92 | 51  | - US: ゴールド - UK: シルバー                                      |
| 2012                                      | Pain Is Love 2      | - 発売日: 2012年2月28日 - レーベル: Mpire, Fontana - フォーマット: CD, LP, digital download - 全米売上: 0.3万枚                    | 197 | —  | —  | —  | —  | —  | —  | —   |                                                                    |
| "—"は未発売またはチャート圏外を意味する。 |                     | |     |    |    |    |    |    |    |     |                                                                    |

## 映画
- 2000年 - Da Hip Hop Witch
- 2000年 - Turn it Up
- 2001年 - Crime Partners 2000
- 2001年 - ワイルド・スピード（The Fast and the Furious）
- 2002年 - 奪還 DAKKAN -アルカトラズ-（Half Past Dead）
- 2003年 - 最'狂'絶叫計画（Scary Movie 3）
- 2003年 - Pauly Shore Is Dead
- 2004年 - The Cookout
- 2004年 - Shall We Dance?
- 2005年 - Back in the Day
- 2005年 - アサルト13 要塞警察（Assault on Precinct 13）
- 2007年 - Kenny
- 2007年 - Furnace